# Sahle Sellassie (écrivain)
Pour les articles homonymes, voir Selassié.
Berhane Mariam Sahle Sellassie, né en 1936, est un écrivain éthiopien ayant rédigé des livres en trois langues : guragué, amharique et anglais. Sa première nouvelle est écrite en chaha, un dialecte guragé, traduite en anglais par Wolf Leslau sous le titre Village de Shinega. Puis, viennent les livres en anglais : L'Afersata (1969) étant probablement le plus connu. Sa principale œuvre en amharique parle de la guerre contre l'Italie de 1935 à 1941. Il a également traduit d'autres ouvrages.

## Œuvres
- Shinega's Village: scenes of Ethiopian life, University of California Press (1964)
- The Afersata, Heinemann Educational, 1969  (ISBN 0-435-90052-8)
- Warrior king, Heinemann Educational, 1974  (ISBN 0-435-90163-X), fiction basée sur la vie de Théodoros II d'Éthiopie
- Firebrands, Longman, 1979  (ISBN 0-582-64243-4)